# جيمس إيفانز (لاعب دوري الرغبي)
جيمس إيفانز (بالإنجليزية: James Evans)‏ هو لاعب دوري الرغبي أسترالي، ولد في 5 نوفمبر 1978 في كانبرا في أستراليا.